# Anabaena-Phage N-1
Anabaena-Phage N-1 (englisch Anabaena phage N-1, auch Cyanophage N1) ist eine vorgeschlagene Spezies (Art) von Viren, die filamentöse Süßwasser-Cyanobakterien der Gattung Nostoc und/oder Anabaena infizieren, was sie als Bakteriophagen, genauer Cyanophagen klassifiziert.
Der Referenzstamm (bzw. Serotyp) ist Cyanophage N-1, dessen Wirte Spezies der Gattung Nostoc sind.
Cyanophage N-1 wurde erstmals 1971 von Kenneth Adolph und Robert Haselkorn in den USA aus dem stickstofffixierenden Cyanobakterium Nostoc muscorum isoliert.
Cyanophage N-1 ist eng mit Cyanophage A-1 verwandt, aber nur entfernt mit anderen Cyanophagen aus dem Süßwasser oder dem Meer. Das National Center for Biotechnology Information (NCBI) listet nur eine einzige vorgeschlagene Spezies (Anabaena phage N-1), deren Bezeichnung (N steht für Nostoc) auf die Wirtsgattungen der beiden Stämme bzw. Serotypen verweist.

## Aufbau
Die Virionen (Viruspartikel) der Spezies haben den für die Klasse Caudoviricetes üblichen Kopf-Schwanz-Aufbau. Der Kopf mit einem Durchmesser von etwa 61 nm. Der kontraktile Schwanz ist 100 nm lang und ist über eine Basisplatte (en. tail capital) mit dem Kopf verbunden.
Die Halsregion trägt Fasern.
Das reife Virusteilchen enthält mindestens 19 verschiedene Proteine.

## Genom
Das Genom der Spezies ist unsegmentiert (monopartit) und besteht aus einem linearen Doppelstrang-DNA-Molekül mit einer Länge von 64.960 bp (Basenpaaren) – nur halb so groß wie bei den meisten Phagen mit kontraktilen Schwänzen, mit typischerweise 161–231 kb.
Es hat einen GC-Gehalt von 35,4 %.
Von den 91 offenen Leserahmen (open reading frames, ORFs) zeigen nur 33 Ähnlichkeit mit anderen bekannten Sequenzen. Bemerkenswerterweise kodiert das Genom von Cyanophage N1 ein funktionales CRISPR-Array, von dem angenommen wird, dass es den Wirt vor einer Infektion durch konkurrierende Viren schützt.

## Replikationszyklus
Der optimale pH-Wert für die virale Adsorption an N. muscorum liegt bei 7,6-8,1. Die Adsorptionsrate nimmt mit zunehmendem Alter der Wirtszellen ab. Die virale Latenzzeit beträgt 7 Stunden, ähnlich wie bei den Cyanophagen der LPP-1-Gruppe. Die Burstgröße beträgt 100 plaquebildende Einheiten pro Zelle.
Die Photosynthese des Wirts ist für die Replikation des Virus erforderlich, wobei die Photosynthese während des gesamten Replikationszyklus und nicht nur an einem bestimmten Punkt erforderlich ist.
Die virale Replikation wird durch zyklische Photophosphorylierung und die Nutzung von Kohlenhydratspeichern angetrieben; Photosystem-II-Aktivität ist nicht erforderlich.
Die Infektion von N. muscorum mit dem Cyanophagen N-1 ist mit mehreren Veränderungen im Kohlenstoff- und Stickstoff-Stoffwechsel des Wirts verbunden, einschließlich eines Anstiegs der Glucose-6-Phosphat-Dehydrogenase-Enzymkonzentration und einer Abnahme der Glutamin-Synthetase-Aktivität.